# Kastelruther Spatzen
Les Kastelruther Spatzen (qui signifie en allemand: les moineaux de Kastelruth) sont un groupe musical du Tyrol du Sud, dans le nord de l'Italie, qui a remporté de nombreux honneurs et récompenses pour son schlager de style folklorique.

## Histoire
Le groupe est fondé en 1976 et originaire de Kasltelruth, un village situé au nord de l'Italie.

## Membres
Les Kastelruther Spatzen ont été formés en 1976 par Karl Schieder, Walter Mauroner, Valentin Silbernagl, Oswald Sattler, Ferdinand Rier et Anton Rier. Anton Rier a quitté en 1977 et Norbert Rier a rejoint en tant que batteur en 1979. Ferdinand Rier a quitté en 1980 et a été remplacé par Albin Gross. En 1983, avec ce line-up, ils sortent leur premier single, Das Mädchen mit den erloschenen Augen, qui reçoit un disque d'or.
En 1986, Karl Schieder quitte le groupe pour poursuivre une autre carrière et est remplacé par Karl Heufler. En 1991, Rüdiger Hemmelmann rejoint le groupe en tant que batteur. En 1993, Oswald Sattler part pour une carrière solo, et est remplacé par Andreas Fulterer, qui part cinq ans plus tard également pour une carrière solo. Il a ensuite été remplacé par Kurt Dasser.

### Karl Schieder
Karl Schieder est le fondateur du groupe Kastelruther Spatzen et a joué le baryton. En 1986, il quitte le groupe pour des raisons personnelles.

### Valentin Silbernagl
Valentin Silbernagl est né le 18 juin 1956 à Kastelruth et a joué pendant huit ans au Musikkapelle Kastelruth avant de rejoindre les Kastelruther Spatzen. Il s'est marié en 1982 et a trois enfants.

### Walter Mauroner
Walter Mauroner est né le 20 juin 1956 à Bolzen et a joué pendant quinze ans dans la Musikkapelle Kastelruth avant de rejoindre les Kastelruther Spatzen, où il joue de la trompette. Il s'est marié en 1984 et a deux enfants. Il est le propriétaire du magasin de fans, le Spatzenladen, à Kastelruth.

### Oswald Sattler
Oswald Sattler est né le 7 décembre 1957 à Kastelruth, et a joué de la guitare et chanté avec le Kastelruther Spatzen jusqu'à ce qu'il les quitte en 1993. Il a commencé une carrière solo en 1996 et a remporté le Grand Prix der Volksmusik une fois et le Goldene Stimmgabel deux fois. Il chante avec le groupe Die Bergkameraden et remporte la manche nationale allemande du Grand Prix der Volksmusik avec eux en 2009 pour atteindre la finale.

### Ferdinand Rier
L'un des membres originaux du Kastelruther Spatzen, Ferdinand Rier a quitté le groupe en 1980 pour fonder une famille.

### Anton Rier
Un des membres originaux des Kastelruther Spatzen, Anton Rier a été le premier membre à quitter le groupe, en 1977.

### Norbert Rier
Norbert Rier est le chanteur principal du Kastelruther Spatzen. Il est né le 14 avril 1960, est marié à Isabella et a quatre enfants, dont deux avec lesquels il a enregistré des chansons - Marion en 1994 et Andreas en 2004. Il rejoint les Kastelruther Spatzen en tant que batteur et chanteur fin 1979. En mai 2006, son autobiographie a été publiée, Danke Fans! Die authentische Autobiographie des Kastelruther Spatzen Chefs, BLV Buchverlag, München 2006, (ISBN 3-8354-0258-7). Il est le père du chanteur Alexander Rier, et l'oncle de Denise Karbon et Peter Fill.

### Albin Gross
Albin Gross est né le 2 avril 1955 à Kastelruth. Il s'est marié en 1980 et a trois filles. Avant que Karl Schieder ne l'invite à rejoindre les Kastelruther Spatzen en 1980, où il joue du clavier et de l'accordéon, et est également compositeur et parolier.

### Karl Heufler
Karl Heufler est né le 23 septembre 1959 à Kastelruth. Il s'est marié en 1984 et a deux enfants. Il a joué dans le Musikkapelle Seis am Schlern et dans le Schlernsextett avant de rejoindre les Kastelruther Spatzen en 1986 en remplacement de Karl Schieder, jouant de la basse et du cor.

### Rüdiger Hemmelmann
Rüdiger Hemmelmann est né le 13 mars 1966 à Würzburg . Depuis 1991, il est le batteur du groupe.

### Andreas Fulterer †
Andreas Fulterer est né le 27 février 1961 à Kastelruth et a rejoint les Kastelruther Spatzen en 1993, lorsqu'il a remplacé Oswald Sattler et est parti à nouveau en 1998. Dans sa carrière solo qui a suivi, il est passé de la musique folklorique au schlager,. Il est décédé le 26 octobre 2016 des suites d'un cancer du poumon.

### Kurt Dasser
Kurt Dasser est né le 8 février 1958 à Bolzano . Il a travaillé pendant vingt ans à Bolzano en tant que professeur de mathématiques et de biologie. Il est divorcé et a un fils. Il joue de la guitare et chante.

## Kastelruther Spatzenfest
Le Kastelruther Spatzenfest est un concert qui a lieu chaque année depuis 1984. En 2005, environ 30 000 personnes y assistaient.

## Discographie

### Albums
- Viel Spaß und Freude, 1983
- Dir mit Musik de Ich sag, 1985
- Musikantengold, 1986
- Servus Südtirol, 1987
- Weihnachtssterne, 1987
- Wenn Berge träumen, 1988
- Doch die Sehnsucht bleibt, 1989
- Feuer im ewigen Eis, 1990. GER : Or [5]
- Wahrheit ist ein schmaler Grat, 1991. GER: Or
- Eine weiße Rose, 1992. GER: Or
- Die schönsten Liebeslieder der Kastelruther Spatzen, 1992
- Der rote Diamant, 1993. GER: Or
- Das Mädchen mit den erloschenen Augen, 1993
- Spreng Die ketten Der Einsamkeit, 1994
- Atlantis der Berge, 1994. GER: Or
- Nino und das Geheimnis des Friedens, 1994
- Das erste Gebot ist die Liebe, 1995. GER: Or
- Sterne über'm Rosengarten, 1996. GER: Or
- Herzschlag für Herzschlag, 1997. GER: Or
- Die weiße Braut der Berge, 1998
- Weihnachten mit den Kastelruhter Spatzen, 1998
- Die Legende von Croderes, 1999
- Und ewig wird der Himmel Brennen, 2000. GER: Or
- Jedes Abendrot est ein Gebet, 2001. GER: Or
- Ihre Ersten Erfolge, 2001
- Liebe darf alles, 2002. GER: Or
- Das Frühlingsfest der Volksmusik - Das Gold-Jubiläum der Kastelruther Spatzen Doppel-CD, 2002
- Herzenssache, 2003. GER: Or
- Alles Gold meurt Erde, 2003. GER: Or
- 16 Spatzen-Hits Instrumental, 2004
- Berg ohne Wiederkehr, 2004. GER: Platine
- Zufall oder Schicksal, 2005. GER: Or
- Nino und das Geheimnis des Friedens, 2005 (Remake avec 2 titres supplémentaires)
- Und Singen ist Gold, 2006. GER: Or
- Dolomitenfeuer, 2007. GER: Or
- Geschrieben für die Ewigkeit - Besinnliche Lieder, 2008 (Bonus Album)
- Jeder Tag ist eine Rose, 2008 (Bonus Album)
- Herz gewinnt, Herz verliert, 2008. GER: Or
- Ein Kreuz et eine Rose, 2009. GER: Or
- Immer noch wie am ersten Tag, 2010.
- Herz de Hand auf, 2011.
- Leben und leben lassen, 2012.
- Planète der Lieder, 2013.
- Eine Brücke ins Glück, 2014
- Heimat - Deine Lieder, 2015
- Die Sonne scheint für alle, 2016
- Die Tränen der Dolomiten, 2017
- Älter werden wir später, 2018
- Feuervogel flieg, 2019 [6]
- Liebe für die Ewigkeit, 2020

### Albums live
- Kastelruther Spatzen en concert à Berlin, 1996

### Compilations
- Das Beste der Kastelruther Spatzen Folge 1, 1991
- Kastelruther Classics Folge 1, 1994
- Das Beste der Kastelruther Spatzen Folge 2, 1995. GER: Or [5]
- Träume von Liebe und Zärtlichkeit, 1996
- Kastelruther Classics Folge 2, 1997
- Das Beste der Kastelruther Spatzen Folge 3, 2001. GER: Or
- 25 Jahre Kastelruther Spazen, 2009
- Engel der Dolomiten, 2012
- Apres Ski - Kult-Hits im Party, 2015
- Das Beste aus 35 Jahren, 2018

### DVD
- Das Beste Folge 1 . GER: Or [5]
- Das Beste Folge 2 . GER: Or
- Herzschlag für Herzschlag . GER: Or
- Das große Kastelruther Spatzenfest
- Ich würd es wieder tun
- Berg ohne Wiederkehr . GER: Or
- Dolomitenfeuer . GER: Or

### Singles
- "Das Mädchen mit den erloschenen Augen" (1983)
- "Tränen passen nicht zu Dir" (1990)
- "Feuer im ewigen Eis" (1990)
- "Spreng die Ketten Deiner Einsamkeit" (1991)
- "Wahrheit ist ein schmaler Grat" (1991)
- "Eine weiße Rose" (1992)
- "Schatten über'm Rosenhof" (1992)
- "Und ewig ruft die Heimat" (1993)
- "Der rote Diamant" (1993)
- "Atlantis der Berge" (1994)
- "Che bella la vita" (1994)
- "Du gehörst in meine Arme" (1994)
- «Das Lied der Dornenvögel» (1996)
- «Herzschlag für Herzschlag» (1997)
- "Ich schwör" (1997)
- "Die weiße Braut der Berge" (1998)
- "Und ewig wird der Himmel brennen" (2000)
- "Ein Leben lang" (2000)
- "Jeder Tag ist eine Rose" (2000)
- "Jedes Abendrot ist ein Gebet" (2001)
- "Liebe darf alles" (2002)
- "Herzenssache" (2003)
- "Berg ohne Wiederkehr" (2004)
- "Zufall oder Schicksal" (2005)
- "Gott hatte einen Traum" (2005)
- "... und Singen ist Gold" (2006)
- "Das Geheimnis der drei Worte" (2007)

## Distinctions et récompenses
- Grand Prix der Volksmusik 1990 pour l'Allemagne ( Tränen passen nicht zu dir )
- Edelweiß 1991 et 1993
- ECHO dans la catégorie Schlager / folk: 1993, 1996, 1997, 1998 dans la catégorie Folk music avec Dieter Thomas Kuhn & Band remportant la catégorie Schlager, 1999 dans la catégorie Folk music avec Guildo Horn & die orthopädischen Strümpfe remportant la catégorie Schlager, 2000 dans la catégorie Musique folk avec Die Flippers remportant la catégorie Schlager, 2001, 2003, 2006, 2007, 2008, 2009, 2010
- Goldene Stimmgabel 1996, 1997, 1999, 2003, 2007
- Krone der Volksmusik : 1998, 2000, 2001, 2002, 2005, 2006, 2007, 2008, 2009, 2010
- Nominations aux Amadeus Austrian Music Awards 2001, 2002, 2003, 2004, 2005, 2006